# Cantó d'Argenteuil-Est
El cantó d'Argenteuil-Est és un antic cantó francès del departament de Val-d'Oise, que estava situat al districte d'Argenteuil. Comptava amb part del municipi d'Argenteuil.
Va desaparèixer al 2015 i el seu territori es va dividir entre el cantó d'Argenteuil-1, el cantó d'Argenteuil-2 i el cantó d'Argenteuil-3.

## Municipis
- Argenteuil (part)

## Història
| Data d'elecció                           | Identitat         | Partit           | Qualitat |
| ---------------------------------------- | ----------------- | ---------------- | -------- |
| 1976-1988                                | Maguy Krivopissko | PCF              |          |
| 1988-2001                                | Christian Jeudy   | PCF              |          |
| 2001-2008                                | Philippe Métézeau | RPR, després UMP |          |
| 2008-2009                                | Marie-José Cayzac | PCF              |          |
| 2009-                                    | Philippe Métézeau | UMP, després PR  |          |
| les dades anteriors no són pas conegudes |                   |                  |          |
|                                          |                   |                  |          |

## Demografia
| A partir de 1990: Població sense dobles comptes |